# Abelha-formiga
A Abelha-formiga (nome científico: Celetrigona longicornis), também chamada de mombuca-vermelha e abelha-sem-ferrão, é uma espécie de abelha da subfamília dos apíneos (Apinae), endêmica da América do Sul e distribuída em áreas florestadas.

## Etimologia
O nome popular abelha-sem-ferrão, que se comporta como sinônimo de abelha-da-terra, é comum de algumas espécies de meliponíneos. Mombuca, mumbuca, mombucão ou mumbucão, deriva do tupi mu'mbuka.

## Taxonomia e sistemática
Celetrigona longicornis foi descrita por Heinrich Friese em 1903 na publicação Neue Meliponiden II. (Hym.). O paradeiro de seu holótipo é desconhecido e sua localidade-tipo é Itaituba, no Pará, no Brasil, junto ao rio Tapajós. Sua classificação taxonômica é disputada. Algumas fontes a consideram como parte do gênero Trigonisca e assumem Celetrigona como sinônimo, ao passo que outras fontes preservam a classificação dentro de Celetrigona. Uma terceira linha interpretativa coloca Celetrigona como subgênero de Trigonisca ao lado de outros subgêneros.

## Descrição
O gênero Trigonisca distingue-se por apresentar base da célula marginal larga, com ângulo basal - entre a margem do pterostigma e a veia r-rs - ligeiramente agudo (não inferior a 68°) até ortogonal. A célula marginal, no ápice do pterostigma, é mais larga que a área da célula submarginal, e a asa anterior mede geralmente menos de quatro milímetros de comprimento. Em contraste, há formas com base da célula marginal comparativamente estreita e ângulo basal fortemente agudo (≤ 50°), exceto em Nogueirapis (com cerca de 80°); nesses casos, a célula marginal é pouco ou nada mais larga que a célula submarginal, e a asa anterior geralmente ultrapassa os quatro milímetros. O tegumento do mesoscuto e do mesoscutelo é liso e brilhante; a carena pré-occipital está ausente; o sulco transcutal entre as axilas é superficialmente impresso; e o mesoscutelo é comparativamente plano e baixo, com ápice agudamente arredondado em perfil e apenas ligeiramente elevado em relação ao metanoto. No subgênero Centrigona, o lábio superior (labro) é bituberculado, e as cerdas da margem retrodorsal da metatíbia são distintamente mais longas que a largura máxima dessa estrutura. C. longicornis diferencia-se pelo padrão de pilosidade antenar e pelos longos pelos nos segmentos distais da antena. Suas operárias medem entre 3,5 e 4,3 milímetros de comprimento e têm o corpo de coloração predominantemente preta.

## Distribuição e habitat
A abelha-formiga ocorre na Bolívia (El Beni), na Colômbia (Caquetá), no Peru (Madre de Dios, Pasco) e no Brasil, nos estados do Amapá, do Amazonas (Juruá, Manaus, São Gabriel da Cachoeira e Tefé), Goiás (Aragarças e Piranhas) do Maranhão (Arari, Chapadinha e Imperatriz), de Mato Grosso (Aripuanã, Barra do Garças, Campo Novo do Parecis, Campo Verde, Cuiabá, Diamantino, Gaúcha do Norte, Jaciara, Juína, Nova Lacerda, Nova Mutum, Nova Ubiratã, Nova Xavantina, Porto Estrela, Rondonópolis, Sinop e Vila Bela da Santíssima Trindade), do Pará (Conceição do Araguaia, Cumaru do Norte, Faro, Itaituba e Óbidos) e de Rondônia (Guajará-Mirim, Mirante da Serra, Pimenta Bueno e Vilhena), nos biomas da Amazônia e Cerrado. Em termos hidrográficos, ocorre nas sub-bacias do litoral do Amapá, do Araguaia, do Madeira, do Negro, do Paraguai 03, do Purus, do Solimões, do Tapajós, do Trombetas e do Xingu. Habita florestas tropicais úmidas.

## Ecologia
A abelha-formiga nidifica em cavidades delgadas, geralmente aproveitando aberturas naturais em galhos ocos de árvores secas ou vivas (e.g. Salvertia, vochisiáceas), podendo também ser encontrada em mourões de cerca. Não constrói entradas nos ninhos e não é capaz de forragear, embora produza mel; as plantas que poliniza ainda são desconhecidas. Entre seus predadores naturais estão aves da família dos picídeos (pica-paus), e cada colônia pode abrigar cerca de mil abelhas. A espécie é considerada tímida e não agressiva.

## Conservação
Em 2018, Celetrigona longicornis foi classificada como pouco preocupante (LC) no Livro Vermelho da Fauna Brasileira Ameaçada de Extinção do Instituto Chico Mendes de Conservação da Biodiversidade (ICMBio). As principais ameaças à espécie são a conversão de habitats naturais em pastagens, implantação de monoculturas e construção de hidrelétricas. Em sua área de distribuição, está presente em algumas áreas de conservação: a Reserva Biológica do Rio Trombetas (Rebio Rio Trombetas), a Reserva Extrativista do rio Ouro Preto (Resex Rio Ouro Preto), a Reserva Particular de Patrimônio Natural Laço de Amor (RPPN Laço de Amor), a Reserva Particular de Patrimônio Natural Parque Ecológico João Basso (RPPN Parque Ecológico João Basso), a Reserva Particular de Patrimônio Natural Seringal Assunção (RPPN Seringal Assunção) e a Terra Indígena Médio Rio Negro I (TI Médio Rio Negro I). 